# Hartwig Gernandt
Hartwig Gernandt (* 5. Juli 1943 in Waltershausen) ist ein deutscher Physiker und Polarforscher. Er leitete 1975/76 den Bau und wissenschaftlichen Betrieb der ersten deutschen Antarktisstation (ab 1987 Georg-Forster-Station) und 2009 den Bau der Neumayer-Station III. Wissenschaftlich beschäftigt er sich mit der Atmosphärenforschung und leistete wesentliche Beiträge zur Erforschung des Ozonlochs.

## Leben
Gernandt wurde 1943 im thüringischen Waltershausen geboren. Er legte 1962 sein Abitur an der dortigen  Salzmannschule ab und studierte anschließend Physik an der Universität Rostock. Seine Diplomarbeit fertigte er am Observatorium für Ionosphärenforschung in Kühlungsborn an. Danach nahm er an der 13. sowjetischen Antarktisexpedition teil und überwinterte 1968 in der Mirny-Station, wo er Funk- und Satellitenmessungen zur Erforschung der D-Schicht der Ionosphäre durchführte. 1971 promovierte er an der Universität Rostock mit der Dissertation Ionosphärische Anomalien in hohen geomagnetischen Breiten. Anschließend wurde er wissenschaftlicher Mitarbeiter am Aerologischen Observatorium Lindenberg.
Nachdem die DDR 1974 dem Antarktisvertrag beigetreten war, leitete Gernandt von 1975 bis 1977 ein sechsköpfiges deutsches Team im Rahmen der 21. sowjetischen Antarktisexpedition. Am 21. April 1976 konnte in der Schirmacher-Oase nahe der sowjetischen Nowolasarewskaja-Station die erste permanent besetzte deutsche Forschungsstation in der Antarktis eröffnet werden, die 1987 den Namen Georg-Forster-Station erhielt. Das hier in den nachfolgenden Jahren verfolgte wissenschaftliche Programm war von Gernandt mit konzipiert worden. Besondere Anerkennung fanden die im Mai 1985 begonnenen und bis heute fortgeführten regelmäßigen Ozon-Sondierungen. Erstmals konnten die vertikale Ausdehnung und der zeitliche Verlauf des Ozonlochs in der unteren Stratosphäre detailliert beschrieben werden.
Ab 1992 führte er seine Forschungsarbeiten als Leiter der Arbeitsgruppe „Polare Atmosphärenforschung“ an der Außenstelle Potsdam des Alfred-Wegener-Instituts fort. Im Mittelpunkt seiner Ozonforschung standen jetzt die physikalischen und chemischen Prozesse in der arktischen Stratosphäre. 1998 übernahm Gernandt die Leitung der Logistikabteilung am Mutterinstitut in Bremerhaven. Bis 2009 war er zuständig für den technischen Betrieb der deutschen Forschungsstationen in der Arktis und Antarktis und den Einsatz der Forschungsschiffe, Flugzeuge und Fahrzeuge des Instituts. Er verantwortete auch die Konzeption, den Bau und die Inbetriebnahme der Neumayer-Station III auf dem Ekström-Schelfeis, die am 20. Februar 2009 in Betrieb genommen wurde.
Hartwig Gernandt überwinterte zweimal in der Antarktis und nahm an 12 Sommerexpeditionen teil. „In Würdigung seiner wegweisenden wissenschaftlichen Verdienste um die deutsche Polarforschung, insbesondere die erstmalige Beschreibung der Höhen- und zeitlichen Verteilung des antarktischen Ozon-Abbaus, sowie seines herausragenden Engagements zur Errichtung der Georg-Forster-Station und der Schaffung wichtiger logistischer Plattformen in der Antarktis“ zeichnete ihn die Deutsche Gesellschaft für Polarforschung im Jahr 2018 mit der Weyprecht-Medaille aus.

## Schriften (Auswahl)

### Wissenschaftliche Zeitschriftenartikel (Auswahl)
- H. Gernandt: Ionosphärische Anomalien in hohen geomagnetischen Breiten. Dissertation, Universität Rostock, 1971.
- H. Gernandt: The vertical ozone distribution above the GDR‐Research Base, Antarctica in 1985. In: Geophysical Research Letters. Band 14, Nr. 1, 1987, S. 84–86, doi:10.1029/GL014i001p00084.
- H. Gernandt, P. Glode, U. Feister, G. Peters, B. Thees: Vertical distributions of ozone in the lower stratosphere over Antarctica and their relations to the spring depletion. In: Planetary and Space Sciences. Band 37, Nr. 8, 1989, S. 915–933, hdl:10013/epic.26226.
- H. Gernandt, A. Herber, P. von der Gathen, M. Rex, A. Rinke, S. Wessel, S. Kaneto: Variability of ozone and aerosols in the polar atmosphere. In: Memoirs of National Polar Research. Band 51, 1996, S. 189–215, hdl:10013/epic.11521.
- H. Gernandt, S. E. Naggar, J. Janneck, T. Matz, C. Drücker: From Georg Forster Station to Neumayer Station III a sustainable replacement at atka bay for future. In: Polarforschung. Band 76, Nr. 1–2, 2006, S. 59–85, hdl:10013/epic.29956.d001.

### Sachbuch
- Erlebnis Antarktis. transpress VEB Verlag für Verkehrswesen, Berlin 1984.